# 서울구로경찰서
서울구로경찰서(서울九老警察署, Seoul Guro Police Station)는 서울특별시경찰청이 관할하는 경찰서 중 하나이다. 서울특별시 구로구 일원을 관할한다. 서울특별시 구로구 가마산로 235 (구로동)에 위치하고 있다.
서장은 총경으로 보한다.

## 연혁
- 1980년 11월 3일: 구로경찰서 개서
- 1982년 9월 6일: 구로2동으로 이전
- 2001년 12월 27일: 서울구로경찰서로 변경

## 조직
| - 부속실 - 청문감사관 - 경무과 - 생활안전과 | - 112종합상황실 - 여성청소년과 - 수사과 - 형사과 | - 교통과 - 경비과 - 정보과 - 보안과 |

## 관할 파출소 및 지구대
서울구로경찰서는 5개 지구대와 3개 파출소를 산하에 두고 있다.
| 명칭           | 사진 | 주소                       | 관할구역                                     |
| -------------- | ---- | -------------------------- | -------------------------------------------- |
| 신구로지구대   |      | 구로중앙로28길 66 (구로동) | 구로5동, 신도림동, 구로동 일부, 구로2동 일부 |
| 구로치안센터   |      | 서울 구로구 경인로 577     |                                              |
| 신도림치안센터 |      | 서울 구로구 신도림로 40    |                                              |
| 오류지구대     |      | 경인로13길 16 (오류동)     | 오류1동, 온수동, 궁동                        |
| 수궁치안센터   |      | 서울 구로구 부일로1길 68   |                                              |
| 천왕파출소     |      | 오리로 1100                | 오류2동, 천왕동, 항동                        |
| 구일지구대     |      | 도림로 63 (구로동)         | 구로1·4동, 구로2동 일부                      |
| 구로1치안센터  |      | 서울 구로구 구일로 52      |                                              |
| 구로2치안센터  |      | 서울 구로구 구로동로 141   |                                              |
| 구로3파출소    |      | 디지털로31길 86 (구로동)   |                                              |
| 고척지구대     |      | 중앙로15길 30 (고척동)     | 고척1·2동 일부, 개봉1동 일부                 |
| 고척1치안센터  |      | 서울 구로구 중앙로3길 12   |                                              |
| 개봉1치안센터  |      | 서울 구로구 고척로27길 27  |                                              |
| 개봉지구대     |      | 개봉로18길 5 (개봉동)      | 개봉3동, 개봉1·2동 일부                      |
| 개봉치안센터   |      | 서울 구로구 경인로 293     |                                              |
| 개봉3치안센터  |      | 서울 구로구 개봉로3길 47-5 |                                              |
| 가리봉파출소   |      | 남부순환로 1275 (가리봉동) | 가리봉1·2동                                  |

## 같이 보기
- 서울특별시지방경찰청